# Forteresse de Vršac
La forteresse de Vršac (en serbe cyrillique : Вршачка тврђава ; en serbe latin : Vršačka tvrđava), également connue sous le nom de « tour de Vršac » (Вршачка кула/Vršačka kula), est située à Vršac, dans la province de Voïvodine et dans le district du Banat méridional, en Serbie. Elle est inscrite sur la liste des monuments culturels de grande importance de la République de Serbie (identifiant no SK 1097).

## Localisation et architecture

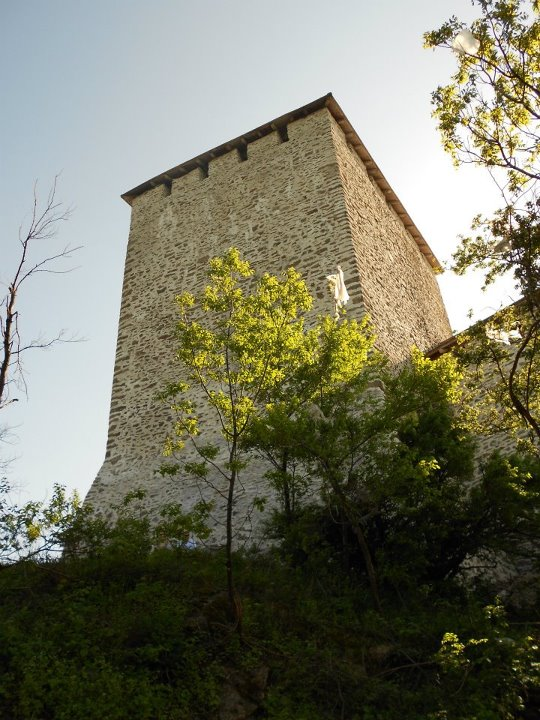
Autre vue de la forteresse

La forteresse se trouve dans la partie est de la ville de Vršac, sur un plateau des monts de Vršac, qui s'élève à environ 400 m au-dessus du niveau de la mer qui et s'étend sur 46 m de long et 18 m de large. À l'est du plateau, le donjon (la tour) s'élève à une hauteur de 19,85 m ; la forteresse prend la forme d'un rectangle irrégulier de 13,80 m sur 11. Les murs, larges de 3,90 m, sont constitués de mortier de chaux.
Le donjon est constitué d'un rez-de-chaussée et de trois étages. Au troisième étage, des vestiges de cheminées et deux pièces indiquent que la tour avait également une fonction résidentielle.

## Historique
Deux théories s'affrontent à propos de l'origine de la forteresse. Le voyageur ottoman Evliya Çelebi (1611-1682) en attribue la construction au despote serbe Đurađ Branković. Les historiens qui suivent Çelebi considèrent que Branković a construit la forteresse après la chute de Smederevo en 1439 ; cette hypothèse expliquerait des similitudes de construction entre la forteresse de Vršac, la forteresse de Smederevo et les parties fortifiées entourant le monastère de Manasija.
L'autre hypothèse fait de la forteresse de Vršac le vestige d'une forteresse médiévale connue sous le nom de « Erdesumulu » (en hongrois : Érdsomlyó ou Érsomly ; en serbe : Erd-Šomljo/Ерд-Шомљо ou Šomljo/Шомљо). En revanche, les sources de cette théorie restent incapables d'identifier « Erdesumulu » et Vršac et affirment que la localisation de cette ville et de la forteresse les repousse plus à l'est, sur la rivière Karaš, dans l'actuel Banat roumain[réf. nécessaire].
Après la conquête ottomane en 1552, la forteresse de Vršac a servi aux Turcs. En 1590-1591, la garnison ottomane était composée d'un agha, de deux officiers turcs et de 20 mercenaires serbes.